# تيميمون
تيميمون بلدية ومدينة في الجنوب الجزائري في منطقة قورارة وهي تابعة لمثلث من ثلاث مدن وهي أدرار وعين صالح تيميمون
بنيت مدينة تيميمون في واحة تحمل نفس الاسم والبناءات الأصلية هي قصور مشيدة بالتراب والطين الأحمر على مرتفع. وهي  عاصمة لدائرة وولاية تحملان نفس الاسم.
كل عام و ب 18 يوم قبل المولد النبوي تقام احتفالات سيدي عمر وهي ثلاثة أيام من البارود في مختلف ساحات القصور.
كما تقام بها احتفلات المولد النبوي الشريف لمدة إسبوع، من 12 ربيع الثاني يتخللها سوق سنوي، ومهرجان فلكلوري ثقافي لفرق أهليل والبارود (كفزعة تلالت والمنجور وأوقروت و....).

## تاريخ
يعود الوجود الفرنسي إلى بداية 1900 ويشهد على هذا ما شيده الفرنسيون في تلك الحقبة كباب السودان، مقر الدائرة والمسجد.

## الجغرافيا
تقع تيميمون غرب هضبة تادمايت، تتحكم على السبخة (Sebkha) وهو المكان السابق لنهر تيميمون، هذا الحوض تلقى العديد من المراحل الرسوبية وهو غني بالمستحاثات والمواد الهيدروكربونية بعد جفاف النهر، تيميمون محاطة بمجموعة من الواحات مثل تينركوك، سوامي، دلدول، أوقروت، أولاد عيسى وطلمين وشروين. وهي قرية تُطل على غابة من النخيل ويطل على جزء من العرق الكبير التي تتألف من كثبان رملية رائعة.

## المجمعات السكنية بتيميمون
كانت بلدية تيميمون عام 1984 تتكون من التجمعات التالية:
| * تيميمون * أغيات ماسين البركة واميمي أمكبور * تلالت * تالا * تينومر * بو يحيى * أولاد نوح * زاوية سيدي الحاج بلقاسم | * بني مهلال * بني ملوك * الواجدة *[[تسفاوت]] تاورسيت * مساهل * تمانا * أزكور | * تاروايا ألاملال * أمزغار * كاف القصبة * كاف القصر * بني قنتور لحمر * سامجان | * تاونزة * حيحة * ياكو * الكورت * تيلغمين * تيمزلان * بني عيسي سيدي منصور تقانة |

## المياه
- في قورارة، تأتي المياه الجوفية من تقنيات قناة(ري) الذي تصل قنواتها إلى عشرات كيلومترات. وقد وجدت هذه التقنية القديمة في إيران في القرن الحادي عشر.

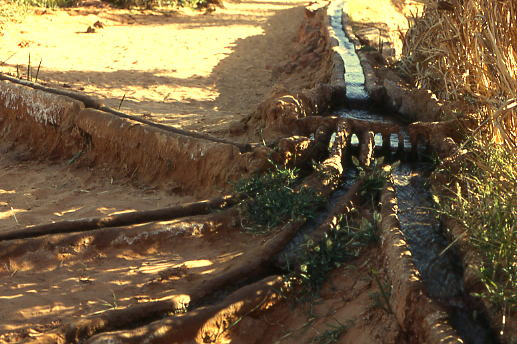
توزيع المياه في تيميمون عام 1971
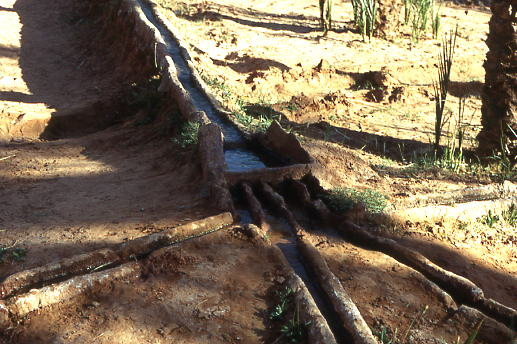
توزيع المياه في تيميمون عام 1971
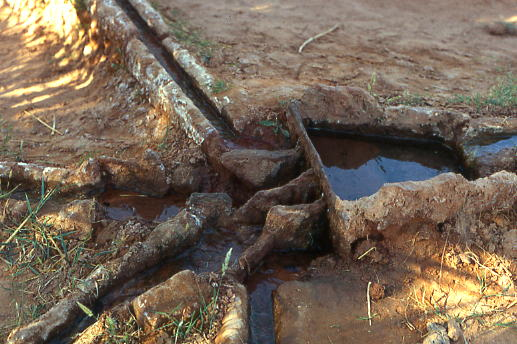
توزيع المياه في تيميمون عام 1971
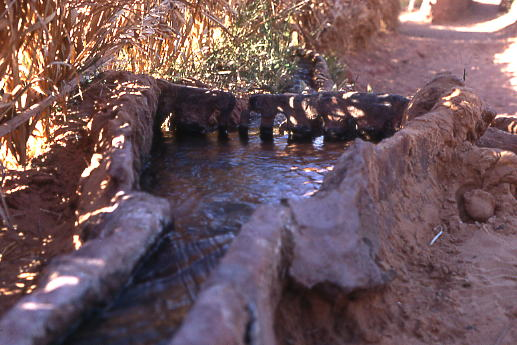
توزيع المياه في تيميمون عام 1971
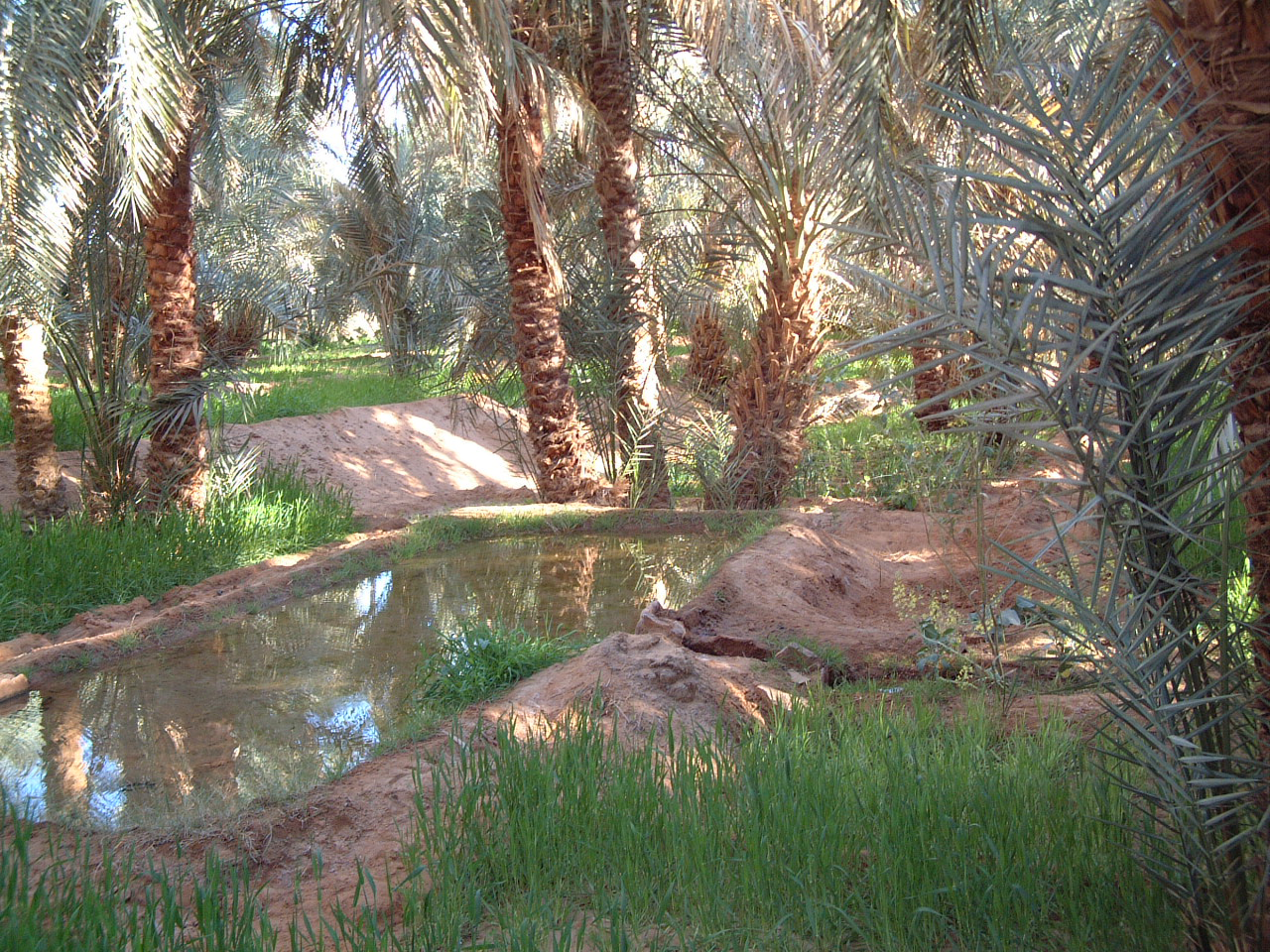
واحة بتيميمون

## القصور
تتكون بلدية تيميمون من مجموعة قصور هي:
| - تلالت - بادريان - الكاف - القصبة - الغزال | - زقور - طارواية - أغيات - اعلاملال - ماسين | - بويحيا - زاوية الحاج بلقاسم - بني مهلال - بني ملوك - اغنت | - ليشتى - اولاد طاهر - تمانة - تاورسيت - الواجدة |

## التراث

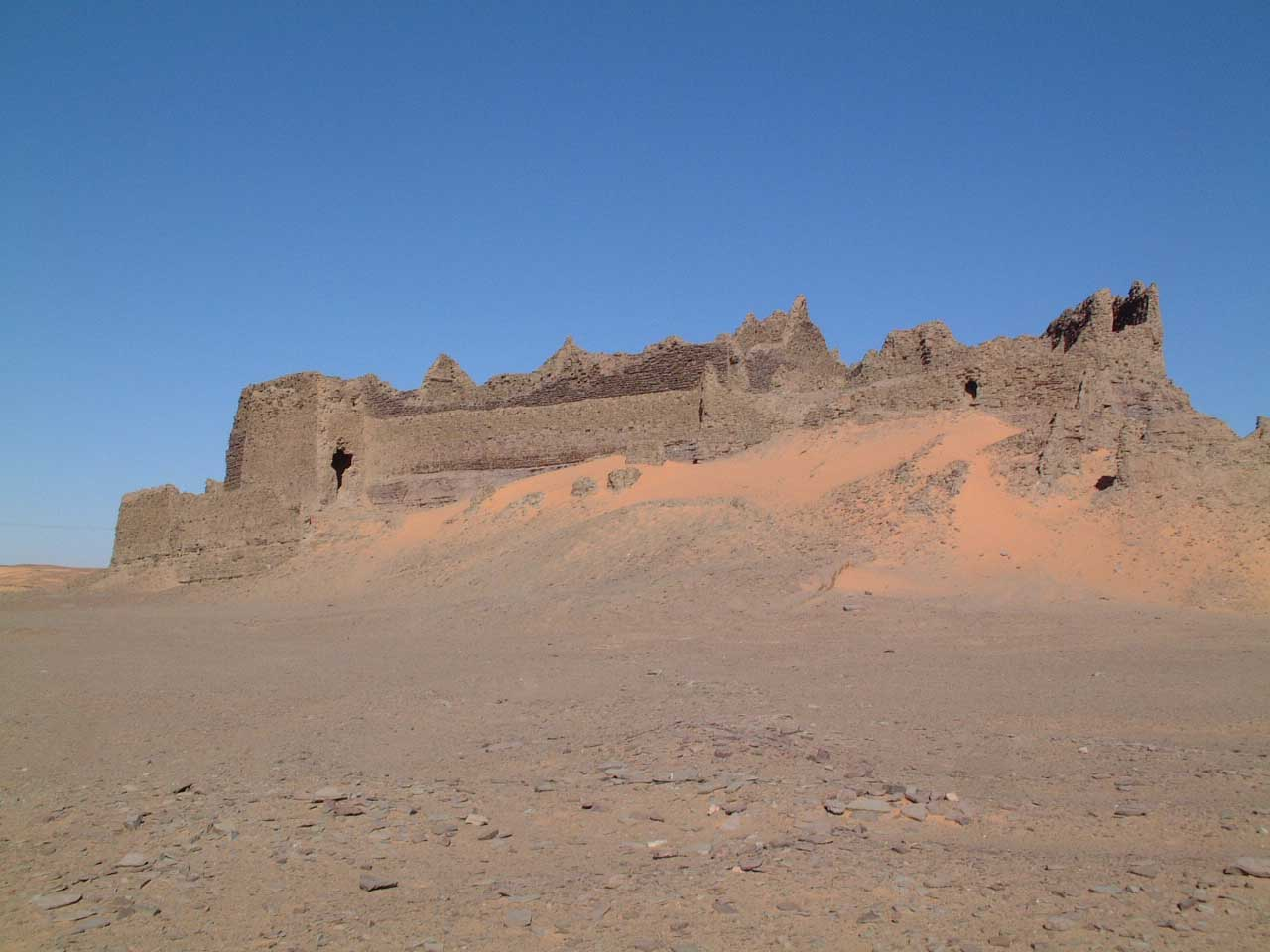
القصر

- يوجد في تيميمون بقايا قصر جميل، وهناك العديد من القصور في الحي التيميموني. على الرغم من أنه غير قابل للاستخدام في واحة الأحمر (بني في عام 1912) ولا يزال يحافظ على آثار لجماله السابق.

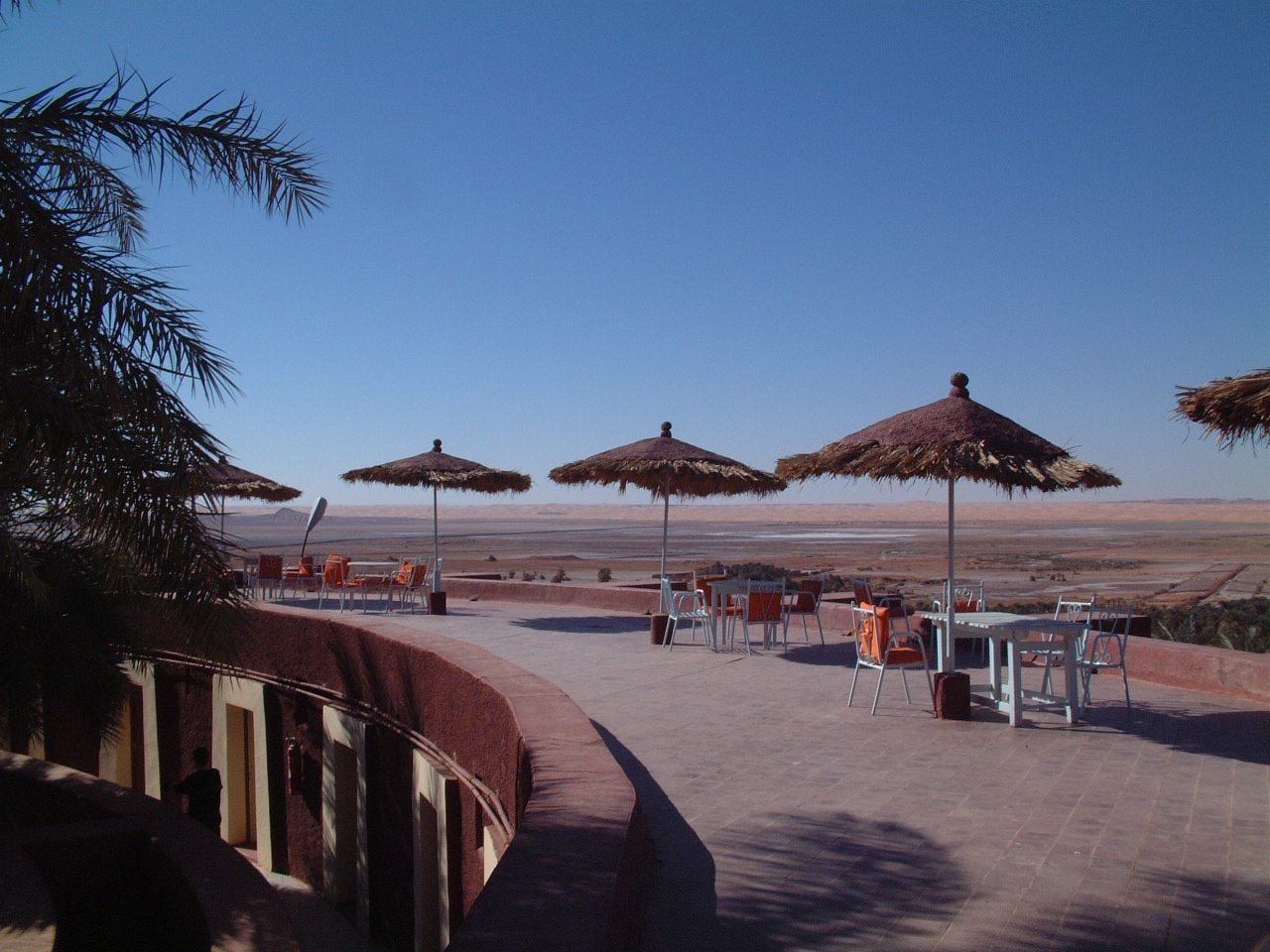
فندق قورارة المشيد من طرف الفرنسين

- وبني فندق قوراراة على حافة المدينة، فوق واحة وهو عبارة عن مبنى رائع من تصميم المهندس المعماري الفرنسي فرناند بوليون.
- بنيت في «حدوة الحصان» على مستويات العرض في ظلال المدرجات الجميلة التي تغطي الغرف، وهو مثال جيد للتكيف المبنى في بيئة المحمية.

## وصلات خارجية
- أسبوع تيميمون·· سبع ليال وسهرات فنية وفلكلورية

http://books.google.dz/books?id=a2uYKl_bOsAC&pg=PA78&dq=les+oasis+du+gourara++Ahellil&hl=fr&ei=A9zFT_fiHonIhAeH3fW_BQ&sa=X&oi=book_result&ct=book-thumbnail&resnum=1&ved=0CDMQ6wEwAA#v=onepage&q&f=false